# Alice Barber Stephens
Alice Barber Stephens (Nueva Jersey, 1 de julio de 1858–Pensilvania, 13 de julio de 1932) fue una pintora y grabadora estadounidense reconocida por sus ilustraciones de revistas. El trabajo de Barber aparecía con regularidad en revistas políticas, como Harper's Monthly, y Scribner's Montly, al igual que publicaciones para amas de casa, como lo fue Ladies' Home Journal.

## Educación y vida tempranas
Alice Barber nació cerca de Salem, Nueva Jersey. Fue la octava de nueve hijos de Samuel Clayton Barber y Mary Owen, que eran cuáqueros.
Barber asistió a las escuelas locales hasta que ella y su familia se trasladaron a Filadelfia, Pensilvania. A los quince años ingresó en la Philadelphia School of Design for Women (actual Moore College of Art & Design), donde estudió grabado en madera.

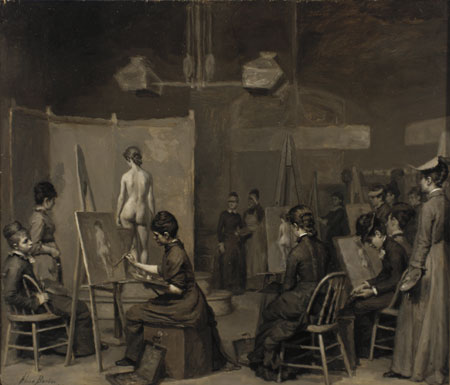
The Women's Life Class (en español: La Clase de Vida de las Mujeres; 1879), Academia de Bellas Artes de Pensilvania.

Barber fue admitida en la Pennsylvania Academy of the Fine Arts (en español: Academia de Bellas Artes de Pensilvania) en 1876 (el primer año en que se admitió a las mujeres), estudiando con Thomas Eakins. Entre sus compañeros de estudios en la Academia estaban Susan Macdowell (luego esposa de Eakins), Frank Stephens, David Wilson Jordan, Lavinia Ebbinghausen, Thomas Anshutz y Charles H. Stephens (con quien se casaría posteriormente). Durante este tiempo, en la academia, comenzó a trabajar con una variedad de medios, incluyendo óleos en blanco y negro, lavados de tinta, carboncillo, óleos a todo color y acuarela. En 1879, Eakins eligió a Stephens para ilustrar una escena de clase de la Academia para la revista Scribner's Monthly. La obra resultante, Women's Life Class, fue el primer crédito de Stephens en el campo de la ilustración.

## La era de la «Nueva Mujer»
A medida que las oportunidades educativas se hicieron más accesibles en el siglo XIX, las mujeres artistas pasaron a formar parte de empresas profesionales, incluso fundando sus propias asociaciones de arte. Las obras de arte realizadas por mujeres eran consideradas inferiores por el mundo del arte y, para ayudar a superar ese estereotipo, las mujeres se hicieron «cada vez más vocales y seguras de sí mismas» en la promoción del trabajo femenino, y así pasaron a formar parte de la imagen emergente de la «Nueva Mujer» educada, moderna y más libre. Las artistas, entonces, «desempeñaron un papel crucial en la representación de la Nueva Mujer, tanto dibujando imágenes del icono como ejemplificando este tipo emergente a través de sus propias vidas».

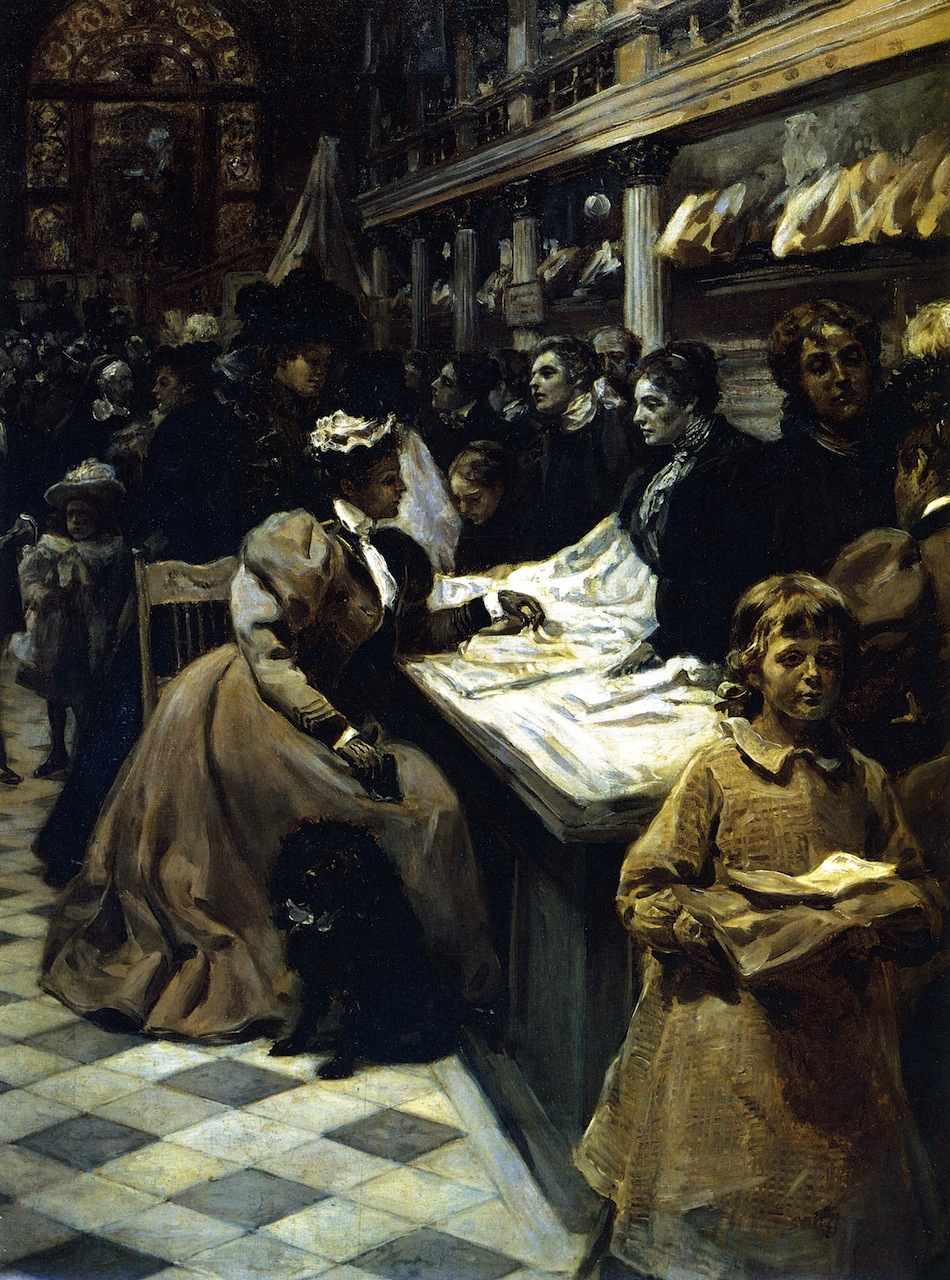
The Women Business, (en español: Negocio de Mujeres) óleo, 1897, Museo Brandywine River, Chadds Ford, Pensilvania

Un ejemplo de superación de los estereotipos femeninos fue la obra Woman in Business (en español: Negocio de mujeres ) de Stephens, de 1897, que mostraba cómo las mujeres podían dedicarse no sólo al hogar, sino también al mundo económico. Cuando las mujeres empezaron a trabajar, sus opciones profesionales se ampliaron y la ilustración se convirtió en una ocupación encomiable. Las ideas de la gente sobre la educación y el arte empezaron a fusionarse, y el resultado de una cierta sensibilidad hacia las artes empezó a considerarse edificante y educativo. Al utilizar la ilustración como medio para impulsar sus prácticas, las mujeres pudieron encajar en el papel tradicional de género sin dejar de ser activas en sus búsquedas de la «Nueva Mujer». Según Rena Robey, de Art Times, «las primeras feministas empezaron a salir de casa para participar en clubes como guardianas morales y culturales, centradas en la limpieza de las ciudades y en la ayuda a los afroamericanos, las mujeres empobrecidas, los niños trabajadores, los inmigrantes y otros grupos anteriormente ignorados». Stephens aprovechó la explosión de oportunidades de ilustración, incluida la posibilidad de trabajar desde casa.

### La educación de las mujeres

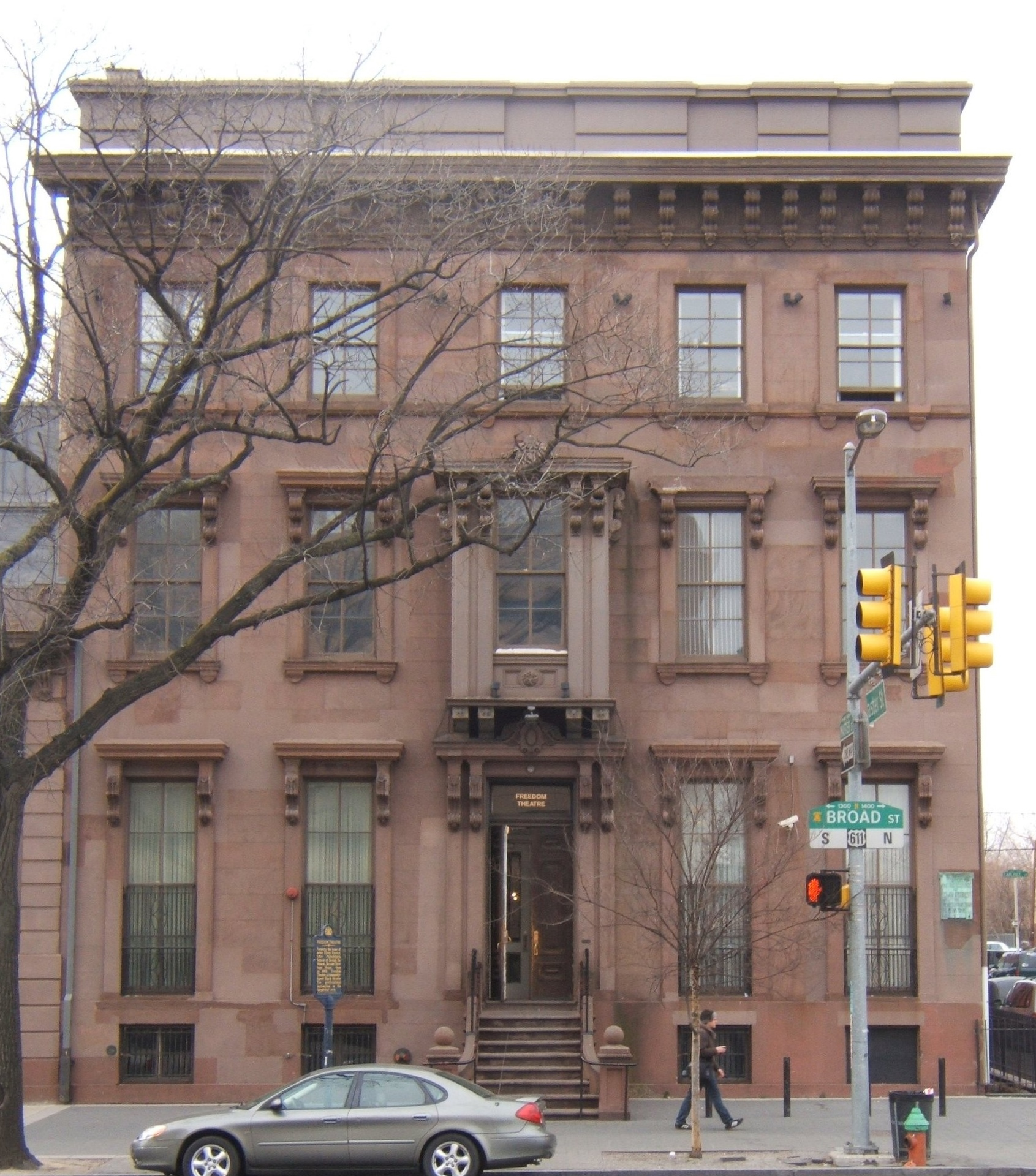
El edificio Edwin Forrest, anteriormente hogar de la Escuela de Diseño para Mujeres de Filadelfia

A lo largo del periodo anterior a la guerra civil, el trabajo textil y otros trabajos decorativos se convirtieron en ocupaciones aceptables para quienes aspiraban a pertenecer a la clase media. La Escuela de Diseño para Mujeres de Filadelfia, fundada en 1848 por Sarah Worthington Peter, fue la primera de un grupo de escuelas de diseño para mujeres establecidas en las décadas de 1850 y 1860; otras aparecieron en Boston, Nueva York, Pittsburgh y Cincinnati. Comenzó como un esfuerzo caritativo para formar a mujeres jóvenes necesitadas y merecedoras en diseño textil y de papel pintado, grabado en madera y otras habilidades artísticas vendibles, proporcionando un medio para formar a las mujeres que necesitaban un trabajo asalariado.
La Pennsylvania Academy of the Fine Arts (PAFA) fue creada en 1805 por el pintor y científico Charles Willson Peale, el escultor William Rush y otros artistas y empresarios. Aunque ambas enseñaban arte y diseño, la PAFA y la Escuela de Diseño para Mujeres de Filadelfia no tenían la misma importancia social; la Escuela de Diseño seguía estando claramente por debajo en la jerarquía cultural de la ciudad, tanto por ser una escuela de mujeres como por dedicarse al arte comercial en lugar de a las bellas artes. Sin embargo, los cambios en el plan de estudios instituidos a finales de la década de 1860 la acercaron a la órbita artística y social derivada de la tradición académica europea, como la Academia de Bellas Artes.

## Carrera

### Carrera temprana
En 1880, Stephens dejó la Academia para trabajar a tiempo completo como grabadora. Su trabajo fue muy solicitado por revistas ilustradas populares como Harper's, la revista mensual de interés general más antigua de Estados Unidos, y The Century Magazine. Aunque a menudo representaba escenas domésticas con mujeres y niños, sus ilustraciones desafiaban la categorización en un solo género. La relación de Stephens con Harper's comenzó aproximadamente en 1882, ya que publicaba la obra de artistas y escritores estadounidenses, como Winslow Homer y Mark Twain. Gran parte de su obra se publicó en Harper's Young People (en español: Gente Jóven de Harper) posteriormente conocida como Harper's Round Table (en español: Mesa Redonda de Harper).
Sin embargo, a mediados de la década de 1880, el ritmo de trabajo de Stephens empezó a afectar a su salud. Empezó a dedicarse a la ilustración a pluma. Sin embargo, su salud seguía sufriendo. En un esfuerzo por recuperarse, entre 1886 y 1887 viajó a Europa para dibujar, estudiar y descansar. En París, estudió en la Academia Julian y en la Académie Colarossi. Expuso dos obras, un estudio al pastel y un grabado, en el Salón de París de 1887.
A su regreso de Europa, Stephens retomó su carrera de ilustradora con colaboraciones en el Ladies' Home Journal y varios proyectos de libros para las editoriales Houghton Mifflin Harcourt y Crowell. Probablemente influenciada por sus viajes por Europa (y posiblemente por su marido), también empezó a pintar al óleo.
Stephens expuso su obra en el Palacio de Bellas Artes y en el Edificio de la Mujer de la Exposición Mundial Colombina de 1893 en Chicago, Illinois.

### Educadora
En 1888, comenzó a impartir cursos en la Escuela de Diseño para Mujeres de Filadelfia. Por la misma época, junto con la artista y educadora Emily Sartain, fue una de las fundadoras y funcionarias de The Plastic Club  (1897), el club de artistas femeninas más antiguo que existe. Durante este periodo también cofundó el Civic Club of Philadelphia.
Entre los alumnos de Stephens en la Escuela de Diseño estaba Charlotte Harding, que se convirtió en una conocida ilustradora. Harding también trabajó para Century, Harper's y otras revistas populares de la época. Más tarde, Stephens invitó a Harding a compartir su estudio, situado en el número 1004 de la calle Chestnut de Filadelfia. El estudio de Chestnut Street se convirtió en un punto de encuentro para otros artistas, incluidos los estudiantes de la Escuela de Diseño y la Academia de Bellas Artes.

### Ilustradora y pintora
Ilustró la obra de Sarah Orne Jewett An Every-Day Girl (en español: Una Chica de Todos los Días; 1890). Su cuadro La orquesta de Germania en la Academia de Bellas Artes de Pensilvania (1891) forma parte de la colección del Biggs Museum of American Art de Dover, Delaware. A mediados de la década de 1890, tras el desarrollo del proceso de medios tonos, Stephens comenzó a utilizar medios más variados, incluida la acuarela, para sus ilustraciones. La creciente popularidad de sus ilustraciones para historias de misterio le valió el título de "Señora de los Misterios".
En 1895, The Philadelphia Inquirer señaló al referirse a Stephens que «apenas hay un ilustrador estadounidense más conocido en la actualidad». Ese año se publicó Cartas de Stark Munro, de Sir Arthur Conan Doyle, que fue ilustrado por Stephens.

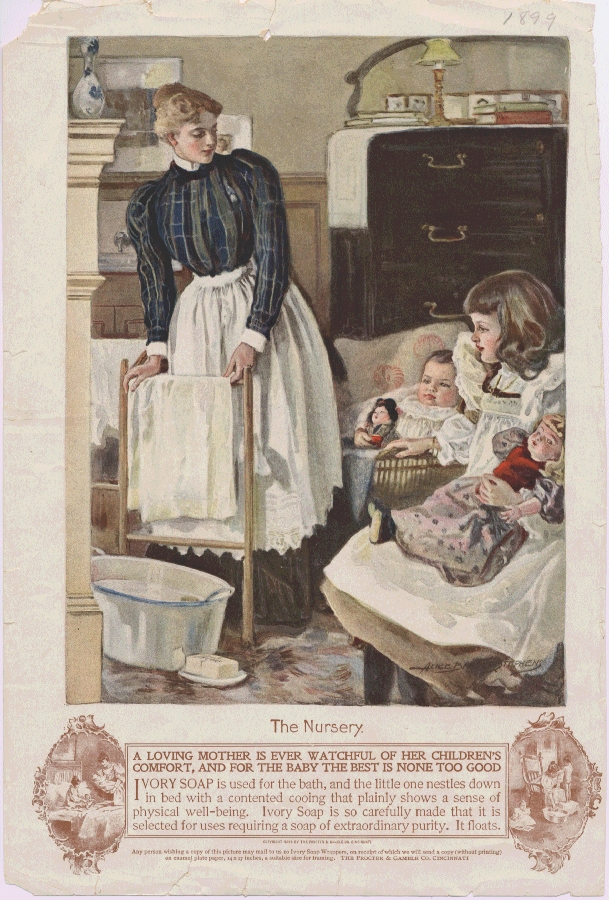
"El Vivero", (1898) Ilustración publicitaria del Jabón Ivory

A lo largo del año 1897, el Ladies' Home Journal publicó una serie llamada The American Woman, con seis ilustraciones a toda página de Stephens. Las ilustraciones representaban a la mujer americana en seis escenarios diferentes: sociedad, religión, hogar, verano, negocios y maternidad. Stephens, que era artista de carrera y madre de un hijo de cuatro años, eligió ambientar tres de las escenas dentro del hogar y tres fuera de él. Ilustró la obra de Mary Eleanor Wilkins Freeman The People of Our Neighborhood (en español: 'La Gente en Nuestro Vecindario'), publicada en 1898.
En 1899, Stephens fue invitada a dar clases en la Academia de Bellas Artes de Pensilvania, pero rechazó la oferta debido a su mala salud. Tras otra estancia en Europa en 1901-1902, Stephens también realizó las ilustraciones para la edición de 1903 de Mujercitas de Louisa May Alcott Durante su estancia en París en 1902, María Cristina de Habsburgo-Lorena le pidió que la retratara. Formó parte del jurado de la Louisiana Purchase Exposition de San Luis en 1904, más conocida como la Feria Mundial de San Luis.
A finales de la década de 1910, el ritmo de trabajo de Stephens comenzó a disminuir. Dijo a un entrevistador que se negó a trabajar durante la Primera Guerra Mundial, alegando que «no merecía la pena hacer cuadros en medio de la destrucción». En 1917 se publicó A Son of the Middle Border (en español: 'Un hijo de la Media Frontera'), de Hamlin Garland, ilustrado por Stephens.
En la última parte de su carrera, en la década de 1920, las ilustraciones de Stephens estaban hechas principalmente de lavados o carboncillo con lavados. Pintó paisajes y retratos de cuáqueros y alemanes de Pensilvania. Para el año 1926 dejó de trabajar comercialmente.
En 1929, el Plastic Club organizó una exposición retrospectiva de su obra en Filadelfia.

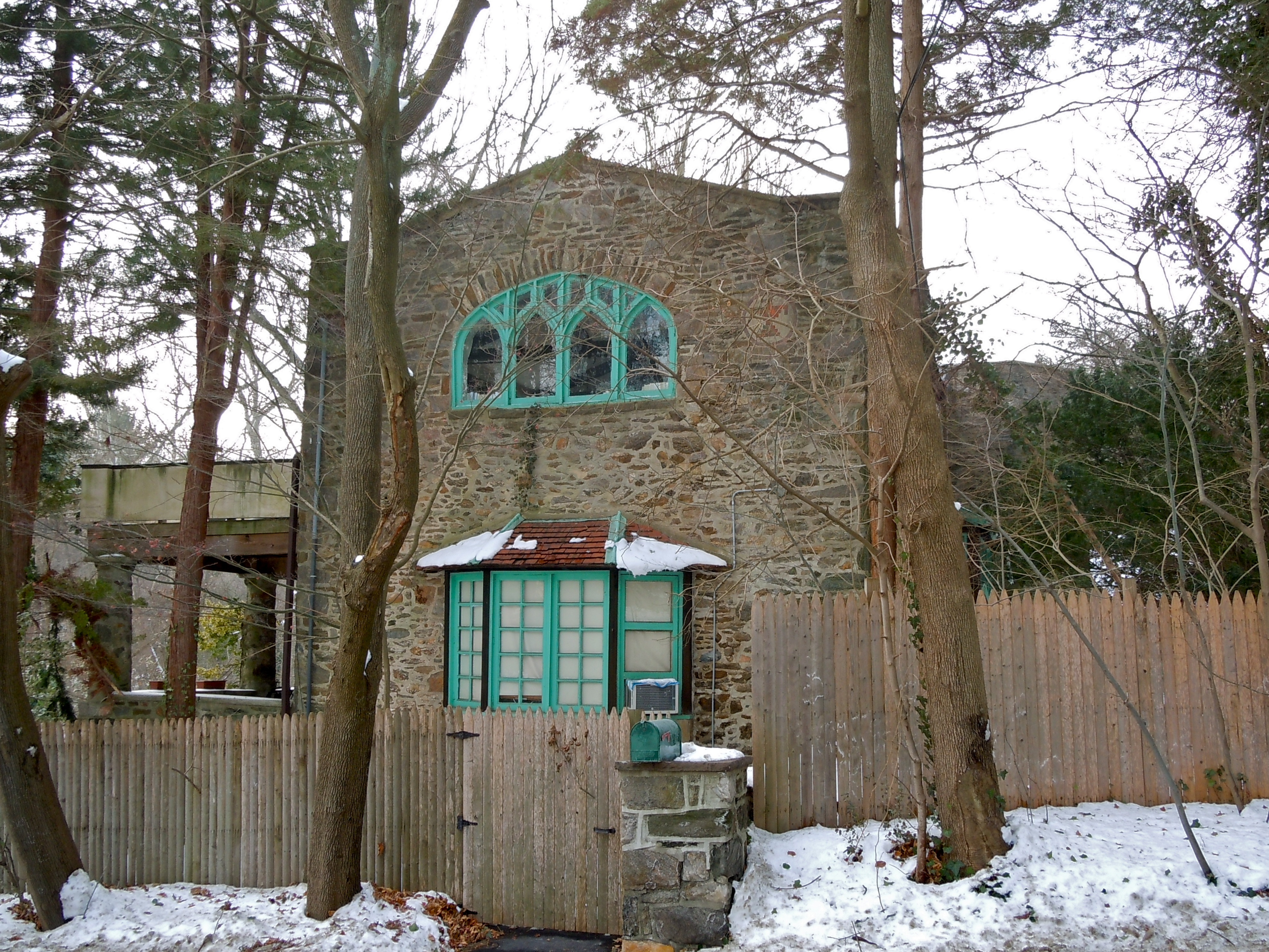
Thunderbird Lodge, residencia de Stephens y su marido hasta sus muertes

En junio de 1890, Stephens se casó con Charles Hallowell Stephens (1855-1931), un instructor de la Academia de Bellas Artes de Pensilvania. Según la alumna de Charles, Helen W. Henderson, Alice Barber y Charles H. Stephens se unieron por primera vez mientras ambos eran estudiantes de la Academia, y un «largo compromiso romántico» precedió a su eventual matrimonio. Tuvieron un hijo, Daniel Owen Stephens (1894-1937), que también se convirtió en artista. Tras un largo viaje al extranjero en 1901-1902, los Stephens encargaron al arquitecto Will Price que convirtiera un granero de piedra en la comunidad utópica de Rose Valley, Pennsylvania, en Thunderbird Lodge (1904), una amplia casa que contenía estudios para ambos.
Murió en 1932 en Thunderbird Lodge a la edad de 74 años, tras sufrir una apoplejía paralítica. Está enterrada en el cementerio West Laurel Hill de Bala-Cynwyd.
Tras su muerte, su hijo Owen donó una colección de dibujos de Stephens a la Biblioteca del Congreso, que organizó una exposición durante la primavera de 1936. En 1984, el Brandywine River Museum presentó su obra en una gran exposición. Sus documentos se encuentran en los Archivos de Arte Americano del Instituto Smithsoniano. La colección también incluye correspondencia, recortes de prensa sobre la obra de Stephens, nueve reproducciones de sus ilustraciones, fotografías tomadas por ella, un catálogo de la exposición del Plastic Club (1898), un folleto sobre ella y tres certificados de premios (1884-1895). Estos objetos fueron donados en 1988 por la nieta de Stephens y su marido.

## Premios y reconocimientos
En 1890, ganó el premio Mary Smith a la mejor pintura para una artista residente en la exposición anual de la Academia de Bellas Artes de Pensilvania por su obra Retrato de un niño.
En la Exposición de Atlanta de 1895, una feria mundial celebrada para estimular el comercio, ganó una medalla de bronce y en 1899 obtuvo una medalla de oro en una exposición en el Centro de Exhibiciones Earl's Court en Londres, por su ilustración de Middlemarch, de George Eliot, y John Halifax, Caballero, de Maria Mulock Craik. Un año después, sus ilustraciones para The Marble Faun (en español: 'El fauno de mármol'), de Nathaniel Hawthorne, obtuvieron una medalla de bronce en la Exposición Universal de París.

## Galería

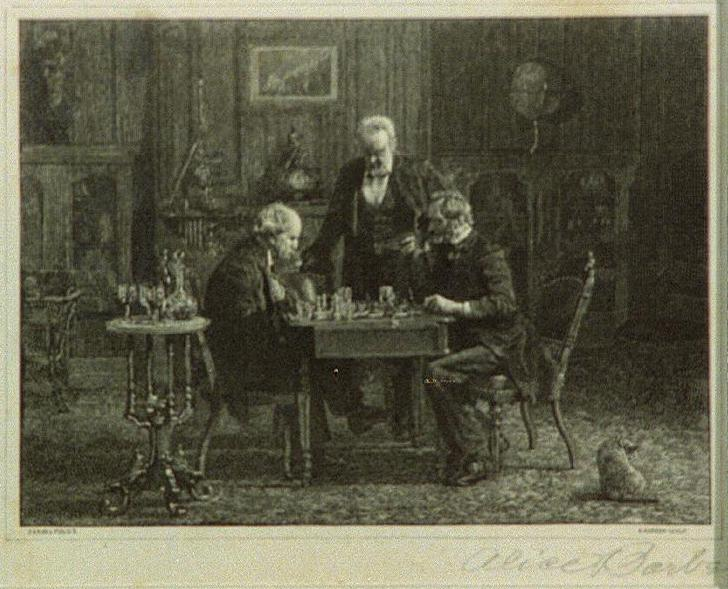
Grabado "Los jugadores de ajedrez" de Thomas Eakins (c. 1880).
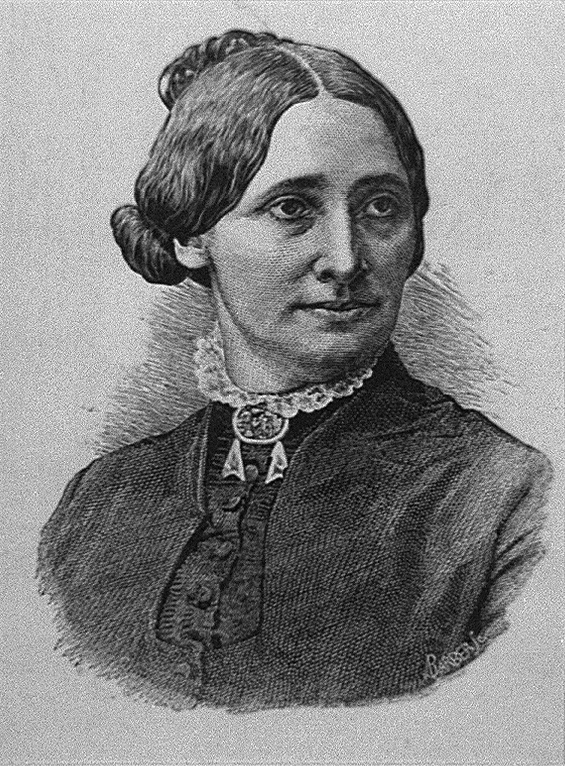
Grabado de la primera dama Lucy Webb Hayes (c. 1880).
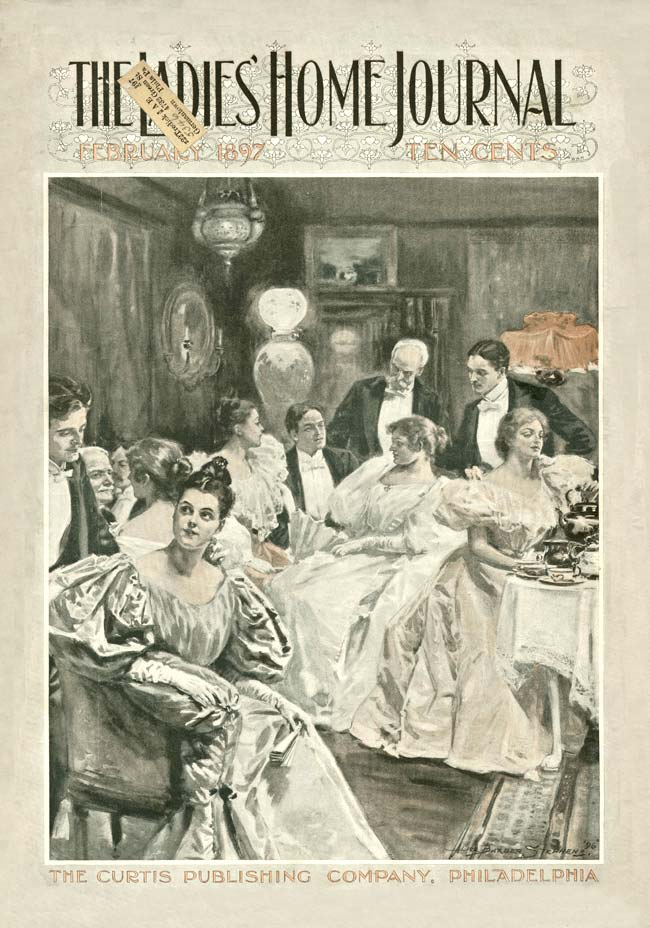
Cover de la Ladies Homes Journal (Febrero de 1897)
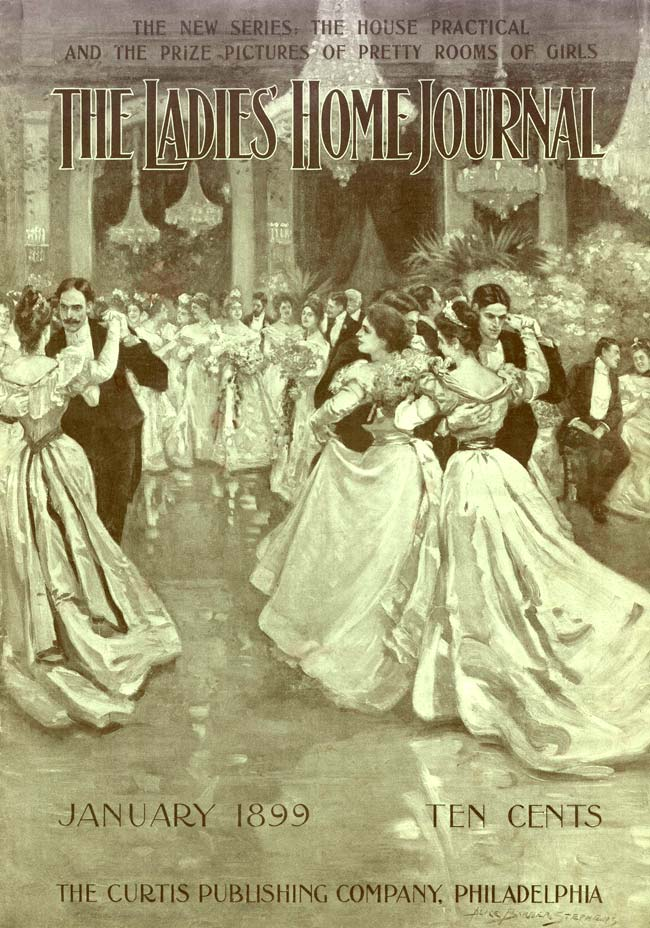
Cover de la Ladies Homes Journal (Enero de 1899)
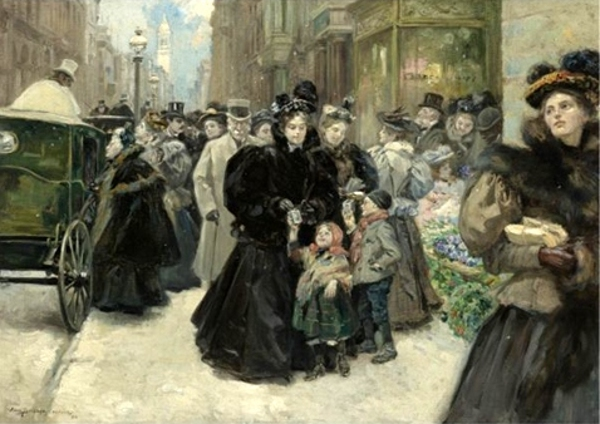
"Navidad en la Quinta Avenida" (1896)